# 玉山四節蜱
玉山四節蜱（学名：Tetra yushania）为節蜱科四節蜱屬下的一个种。